# Copa Femenina de Futbol de França
La Copa de Futbol Femení de França és una competició de futbol femenina per eliminatòria organitzada per la Federació Francesa de Futbol (FFF), oberta als clubs amateurs i professionals afiliats a ella. Va ser creada l'any 2001 amb el nom de Challenge de France, abans de ser rebatejada l'any 2011 com a Coupe de France féminine de football.
L'Olympique Lyonnais és el club que ha guanyat més copes de França (10).

## Història
A la dècada de 1920, la Copa de França de futbol femení de la FSFSF va ser la primera versió de la Copa de França, abans que la Federació de Societats Esportives Femenines de França deixés d'organitzar competicions de futbol després del declivi de la pràctica femenina als anys trenta.
El Challenge de France de la FFF es va celebrar per primera vegada el 2001–02, el mateix any que la Lliga de Campions Femenina de la UEFA. És l'única competició de copa nacional de futbolistes sèniors a França. Hi competeixen equips de futbol femení d'arreu de França. La participació és voluntària per als clubs a nivell regional i obligatòria per als clubs implicats en els campionats federals de futbol femení francès.

## Finals
| Edició | Anys | Guanyador                                         | Finalista                                         | Resultat                                          | Lloc                                              | Espectadors                                       |
| ------ | ---- | ------------------------------------------------- | ------------------------------------------------- | ------------------------------------------------- | ------------------------------------------------- | ------------------------------------------------- |
| 1      | 2002 | Toulouse FC (1)                                   | FC Lyon                                           | 2-1                                               | Stade Léon-Sausset Tournon-sur-Rhône              | 800                                               |
| 2      | 2003 | FC Lyon (1)                                       | Montpellier HSC                                   | 4-3                                               | Stade des Alouettes Montceau-les-Mines            | 300                                               |
| 3      | 2004 | FC Lyon (2)                                       | US Compiègne                                      | 2-0                                               | Stade Alexandre-Cueille Tulle                     | 250                                               |
| 4      | 2005 | FCF Juvisy (1)                                    | Olympique lyonnais                                | 1-1 (Pen.: 5-4)                                   | Stade de la Tête Noire Buzançais                  | 700                                               |
| 5      | 2006 | Montpellier HSC (1)                               | Olympique lyonnais                                | 1-1 (Pen.: 4-3)                                   | Stade Pierre-Ducourtial Aulnat                    | 1.000                                             |
| 6      | 2007 | Montpellier HSC (2)                               | Olympique lyonnais                                | 3-3 (Pen.: 3-0)                                   | Stade Auguste-Delaune Saint-Denis                 | 1.200                                             |
| 7      | 2008 | Olympique lyonnais (1)                            | Paris Saint-Germain                               | 3-0                                               | Stade de France Saint-Denis                       | 700                                               |
| 8      | 2009 | Montpellier HSC (3)                               | Le Mans UC                                        | 3-1                                               | Stade de Gerland Lyon                             | 4.671                                             |
| 9      | 2010 | Paris Saint-Germain (1)                           | Montpellier HSC                                   | 5-0                                               | Stade Robert-Bobin Bondoufle                      | 4.200                                             |
| 10     | 2011 | AS Saint-Étienne (1)                              | Montpellier HSC                                   | 0-0 (pen.: 3-2)                                   | Stade de la Pépinière Buxerolles                  | 2.200                                             |
| 11     | 2012 | Olympique lyonnais (2)                            | Montpellier HSC                                   | 2-1                                               | Stade Jacques-Rimbault Bourges                    | 6.486                                             |
| 12     | 2013 | Olympique lyonnais (3)                            | AS Saint-Étienne                                  | 3-1                                               | Stade Gabriel-Montpied Clermont-Ferrand           | 5.191                                             |
| 13     | 2014 | Olympique lyonnais (4)                            | Paris Saint-Germain                               | 2-0                                               | MMArena Le Mans                                   | 6.588                                             |
| 14     | 2015 | Olympique lyonnais (5)                            | Montpellier HSC                                   | 2-1                                               | Stade de l'Épopée Calais                          | 5.529                                             |
| 15     | 2016 | Olympique lyonnais (6)                            | Montpellier HSC                                   | 2-1                                               | Stade des Alpes Grenoble                          | 8.789                                             |
| 16     | 2017 | Olympique lyonnais (7)                            | Paris Saint-Germain                               | 1-1 (Pen.: 7-6)                                   | Stade de la Rabine Vannes                         | 6.616                                             |
| 17     | 2018 | Paris Saint-Germain (2)                           | Olympique lyonnais                                | 1-0                                               | Stade de la Meinau Strasbourg                     | 12.480                                            |
| 18     | 2019 | Olympique lyonnais (8)                            | LOSC                                              | 3-1                                               | Stade Gaston-Petit Châteauroux                    | 9.518                                             |
| 19     | 2020 | Olympique lyonnais (9)                            | Paris Saint-Germain                               | 0-0 (Pen.: 4-3)                                   | Stade de l'Abbé-Deschamps Auxerre                 | 5.000                                             |
| 20     | 2021 | Competició abandonada per la pandèmia de Covid-19 | Competició abandonada per la pandèmia de Covid-19 | Competició abandonada per la pandèmia de Covid-19 | Competició abandonada per la pandèmia de Covid-19 | Competició abandonada per la pandèmia de Covid-19 |
| 21     | 2022 | Paris Saint-Germain (3)                           | FF Yzeure                                         | 8-0                                               | Stade Gaston-Gérard Dijon                         | 4.596                                             |
| 22     | 2023 | Olympique lyonnais (10)                           | Paris Saint-Germain                               | 2-1                                               | Stade de la Source Orléans                        | 6.121                                             |
| 23     | 2024 | Paris Saint-Germain (4)                           | FC Fleury 91                                      | 1-0                                               | Stade de la Mosson Montpeller                     |                                                   |

## Palmarès per club
| Classificació | Clubs                       | Títols (edicions)                                                | Finals perdudes (edicions)              |
| ------------- | --------------------------- | ---------------------------------------------------------------- | --------------------------------------- |
| 1             | Olympique Lyonnais          | 10 (2008, 2012, 2013, 2014, 2015, 2016, 2017, 2019, 2020 i 2023) | 4 (2005, 2006, 2007 i 2018)             |
| 2             | París Saint Germain         | 4 (2010, 2018, 2022 i 2024)                                      | 5 (2008, 2014, 2017, 2020 i 2023)       |
| 3             | Montpeller HSC              | 3 (2006, 2007, 2009)                                             | 6 (2003, 2010, 2011, 2012, 2015 i 2016) |
| 4             | FC Lió                      | 2 (2003 i 2004)                                                  | 1 (2002)                                |
| 5             | AS Saint-Etienne            | 1 (2011)                                                         | 1 (2013)                                |
| 7             | Tolosa F.C.                 | 1 (2002)                                                         | 0                                       |
| 7             | FCF Juvisy / Paris FC       | 1 (2005)                                                         | 0                                       |
| 9             | Compiègne dels Estats Units | 0                                                                | 1 (2004)                                |
| 9             | Le Mans F.C.                | 0                                                                | 1 (2009)                                |
| 9             | LOSC Lille                  | 0                                                                | 1 (2019)                                |
| 9             | FF Yzeure                   | 0                                                                | 1 (2022)                                |
| 9             | FC Fleury 91                | 0                                                                | 1 (2024)                                |